# Conophorus mauritanicus
Conophorus mauritanicus är en tvåvingeart som beskrevs av Jacques-Marie-Frangile Bigot 1892. Conophorus mauritanicus ingår i släktet Conophorus och familjen svävflugor. Inga underarter finns listade i Catalogue of Life.